# Ruth Salas
Ruth Salas es una actriz española

## Biografía
Ruth Salas es una actriz nacida en Madrid el 7 de mayo de 1976. 
Licenciada en la Real Escuela Superior de Arte Dramático de Madrid (RESAD, 1996-2000). Continúa sus estudios durante cuatro años en los talleres de la Compañía Nacional de Teatro Clásico (2002-2005) estudios de canto, con profesionales como Inés Rivadeneira o Nicolás Ibáñez.
Con papeles en las obras Natasha's Dream (Ciclo "Una mirada el mundo"), Impromptus (Ciclo "El lugar sin límites") y Grisaldi o el Novio Eterno en el Fernán Gómez.
Ha trabajado como actriz para cine y televisión en producciones de Boca Boca, Globomedia, Telecinco y Cuatro, entre otras. Ha trabajado en el espectáculo Agnes de Dios como actriz protagonista junto a Fiorella Faltoyano y Cristina Higueras, bajo la dirección de Fernando Méndez Leite (obra estrenada y escogida para el Festival de las Artes de Costa Rica).
Ha trabajado como actriz en el espectáculo El tiempo y los Conway  de J. B. Priestley bajo la dirección de Juan Carlos Pérez de la Fuente, versión española de Luis Alberto de Cuenca y Alicia Mariño, junto a actores como Luisa Martín y Nuria Gallardo.
Actualmente está trabajando como actriz, en su propia compañía, con el espectáculo Mentes bajo la dirección de Eduardo Cardoso, Madrid 2013.

## Cine
El paraguas de colores - cortometraje FINALISTA GOYA. Director: Eduardo Cardoso
Rellenando los huecos de mi corazón - cortometraje. Director: Eduardo Cardoso
X - largometraje. Director: Luis Marías. Productora Bocaboca. Madrid
Leo - largometraje. Director: José Luis Borau. Productora Imán. Madrid.

## Televisión
Punto de encuentro - cortometraje
Directora: Mónica Negueruela 2010. Septima Arts
Soldado Milagritos - recreación Cuarto Milenio
Director: Fernando Ribes 2010
Ximo Ferrándiz - recreación Cuarto Milenio
Director: Fernando Ribes 2009
Gloria Martínez - recreación Cuarto Milenio
Director: Fernando Ribes 2009
El ángel de las trincheras - recreación Cuarto Milenio
Director: Fernando Ribes 2009
Mentira Maikel de la Riva. - videoclip
Director: Carlos Matler. Sony Music 2009
Hospital Central - capítulo 209
Director: José Luis Berlanga. Guion: Antonio J.Cuevas 2008
El comisario - doblaje
Director : J. Ramón Paino. Productora Boca Boca. 2006
Las razones de Violeta - cortometraje
Director: Azucena Baños 2004
McNamara - videoclip
Director: Sara Bregaza. Madrid 2002
Mundo Futuro - cortometraje
Director Javier Salinas. Madrid 2001

## Teatro
Natachs'a Dream de Yaroslava Pulinovich. Ciclo “Una mirada al mundo” Lecturas dramatizadas Centro Dramático Nacional. Directora: Marina Brusnikina. Madrid 2015
Impromptus de Claudia Faci. Ciclo “El lugar sin límites”. Madrid 2015
Grisaldi o el novio eterno de Alberto de Casso. Director: Lidio Sánchez Caro. Madrid 2014
Mentes. Director: Eduardo Cardoso.
Madrid 2013
El tiempo y los Conway de J. B. Priestley. Compañía: Pérez de la Fuente Producciones. Director: Juan Carlos Pérez de la Fuente. Madrid 2011-2012.
El mercader de Venecia de William Shakespeare. Compañía: Darek teatro Director: Denis Rafter. Madrid 2008-2009.
Agnes de Dios de John Pielmeier. Compañía: Nueva Comedia. Director: Fernando Méndez-Leite. Madrid 2008-2009.
La Metamorfosis. Ops. Aracne. Creación colectiva: Katarcyna Sek, Ruth Salas
Sala Matadero. Madrid 2007.
La calumnia de Lillian Hellman
Compañía : Nueva Comedia. Director: Fernando Méndez-Leite. Madrid 2006, XI Ciclo SGAE de Lecturas Dramatizadas.
Mundos, de Isidro Timón. Director: Denis Raffter. Madrid 2006.
Flor de Otoño de José María Rodríguez Méndez. Centro Dramático Nacional. Director: Ignacio García. Madrid 2005.
El lindo don Diego de Agustín Moreto. Compañía: Darek Teatro.
Director: Denis Rafter. Madrid 2005.
El caballero de Olmedo de Lope de Vega. Fundación Siglo. Compañía Nacional de Teatro Clásico. Director: José Pascual. Madrid 2003/2004.
Madre, el drama padre de Enrique Jardiel Poncela. Centro Dramático Nacional. Director: Sergi Belbel. Madrid 2001.
Las chicas de Essex de Rebeca Pritchard. Sala Cuarta Pared. Director: Pablo Calvo. Madrid 2000.
Frank V de Friedrich Dürrenmatt. RESAD. Directora: Yolanda Porras. Madrid 2000.
Palco del Real. RESAD. Director: Pablo Iglesias. Madrid 1999.